# Coptotettix alfurus
Coptotettix alfurus är en insektsart som beskrevs av Günther, K. 1937. Coptotettix alfurus ingår i släktet Coptotettix och familjen torngräshoppor. Inga underarter finns listade i Catalogue of Life.